# Tăuții-Măgherăuș
Tăuții-Măgherăuș (węg. Miszmogyorós) – miasto w Rumunii, w okręgu Marmarosz. Liczy 6 713 mieszkańców (2002). W mieście znajduje się port lotniczy Baia Mare. Jest miastem partnerskim Tuchowa.

## Miasta partnerskie
- Martfű
- Tuchów